# 紹斯波特 (佛羅里達州)
紹斯波特（英語：Southport）是位於美國佛羅里達州貝縣的一個非建制地區。該地的面積和人口皆未知。

## 地理
紹斯波特的座標為30°17′22″N 85°38′26″W / 30.28944°N 85.64056°W，而該地的平均海拔高度為2米（即7英尺）。